# 最所千加子
最所 千加子（さいしょ ちかこ）は元ラジオ福島のフリーアナウンサー。

## 愛称
- 「ちかちゃん」 - ニッポン放送のうえやなぎまさひこより。

また、
- 「最所君」 - 『高嶋ひでたけのお早よう!中年探偵団』にて高嶋ひでたけより。
- 「（キーワードを言った後）晴れ晴れキャスターズの最所千加子さん」 - 『中年探偵団』の後番組である『森永卓郎 朝はニッポン一番ノリ!』にて森永卓郎より。2006年。

## バス車内放送
神奈川中央交通、川崎市交通局、立川バス、岩手県交通、越後交通、大阪バス、南海バスで使用されている。

## 過去の担当番組
- チカのHey2 凡2 Hot Wave（ラジオ福島）
- 垣花正のニュースわかんない!?
- 森永卓郎の朝はモリタク!もりだくSUN
- 加山雄三・旅の仲間達（文化放送、アシスタントとして出演）
- 森永卓郎 朝はニッポン一番ノリ!
- うえやなぎまさひこのサプライズ!
- ものスタMOVE（テレビ東京、2010年7月30日[1]）

## 主な出演作

### CM
- 都市再生機構